# Smile (film)
Smile är en amerikansk skräckfilm från 2022. Filmen är skriven och regisserad av Parker Finn, och är baserad på hans kortfilm Laura Hasn't Slept från 2020. I huvudrollen ses Sosie Bacon som Rose Cotter.
Filmen hade biopremiär i Sverige och USA den 30 september 2022. En uppföljare hade premiär den 18 oktober 2024.

## Handling
Filmen följer till största delen psykiatrikern Rose Cotter, som efter att ha bevittnat en bisarr, traumatisk incident med en patient, börjar uppleva skrämmande och oförklarliga händelser i sitt huvud.

## Rollista (i urval)
- Sosie Bacon – Rose Cotter
- Kyle Gallner – Joel
- Jessie T. Usher – Trevor
- Robin Weigert – Dr. Madeline Northcott
- Caitlin Stasey – Laura Weaver
- Kal Penn – Dr. Morgan Desai
- Rob Morgan – Robert Talley
- Gillian Zinser – Holly
- Judy Reyes – Victoria Muñoz